# Leng Ouch
Pour les articles homonymes, voir Ouch.
Leng Ouch est un activiste cambodgien du climat. Il a passé sa petite enfance dans les forêts du Cambodge et est devenu un militant contre l'exploitation forestière illégale dans les forêts du Cambodge,. Il est surtout connu pour s'être infiltré pour enregistrer les activités d'exploitation forestière illégale dans son pays d'origine. Il reçoit le Prix Goldman pour l'environnement en 2016.

## Jeunesse
Leng Ouch a passé la majeure partie de son enfance sous le régime khmer rouge. Il a passé la première partie de sa vie à se cacher dans les jungles du Cambodge, ne commençant ses études qu'après le déménagement de la famille à Phnom Penh en 1980. Il a travaillé pour son éducation et a obtenu une bourse d'études en droit lui permettant de rejoindre de nombreuses organisations de défense des droits humains en commençant sa carrière de militant. 

## Carrière
Leng Ouch a fondé le Cambodia Human Rights Task Forces (CHRTF), une organisation de lutte contre la déforestation au Cambodge. Au cours des années 2000 et 2010, Leng s'est infiltré dans des situations souvent dangereuses en prenant des photos et en enregistrant des preuves d'abattage illégal, ce qui a conduit à l'annulation de 23 concessions foncières et à la découverte d'une importante entreprise d'exploitation forestière. Adoptant souvent des déguisements pour l'aider dans son travail, Leng a aidé à découvrir des milliers de crimes et à confisquer du bois et du matériel forestier. Leng fait face au danger dans sa ligne de travail en étant arrêté avec d'autres militants à plusieurs reprises,. 

## Récompenses
Leng a reçu le prix Goldman pour l'environnement en 2016 pour son travail sur la corruption et l'exploitation forestière illégale au Cambodge. 